# Austroclitocybe veronicae
Austroclitocybe là một chi của nấm thuộc Tricholomataceae. Chi này chỉ có một đại diện, gồm một loài Austroclitocybe veronicae, được tìm thấy ở vùng ôn hòa của Nam Mỹ. Chi này được Jörg H. Raithelhuber miêu tả năm 1972.